# 西安府

西安府在陕西省的位置（1820年）

西安府，明朝时设置的府。明清时为陕西省省会。明末李自成建为西京。
洪武二年（1369年）改奉元路置，治所在长安县和咸宁县（今陕西省西安市）。領六州，三十一縣。辖境约相当今陕西省彬县、周至县以东，铜川、韩城二市以南，镇安、山阳、商南等县以北。清代缩小至今周至、铜川、渭南、宁陕等市县地。1913年废。
清代為陝西省的行政區。衝，繁，疲，難。巡撫，布政、提學、提法三司，鹽法、巡警、勸業三道，提督，將軍，副都統駐。雍正三年，升商州、同州、華州、耀州、乾州、邠州為直隸州，割縣十七他屬。十三年，耀縣及同官縣還舊屬，白水縣改隸同州直隸州。乾隆四十七年，置孝義廳。嘉慶五年，置寧陝廳。領廳二，州一，縣十五：
長安縣、咸寧縣、咸陽縣、興平縣、臨潼縣、高陵縣、鄠縣、藍田縣、涇陽縣、三原縣
盩厔縣、渭南縣、富平縣、醴泉縣、同官縣
耀州
寧陝廳、孝義廳

## 長官

### 明朝
稱西安府知府
- 姬敏，孟津人
- 李謙（？－1370年）[3]
- 王興福（1370年－？）[4]
- 李煥文（？－1378年－？）[5]
- 王宗周（1382年－？）
- 閻彥清（？－1395年）[6]
- 劉燾，太湖人（洪武末年）
- 衡岳，西平人（1402年－1412年）
- 儲𤥻（？－1413年）[7]
- 顧煜（1435年－？）[8]
- 謝莊，武進人（1436年－1438年）[9][10]
- 王宗正
- 王塋，鄞縣人
- 王懋，修武人
- 焦敏，潁州人
- 劉岳，武寧人
- 羅以禮（？－1442年－？）[11]
- 葛文明（1451年－1459年）[12][13]
- 子俊，青神人（1460年－？）[14]
- 劉瑞，寧鄉人
- 孫仁，貴池人（？－1472年－1473年）[15][16]
- 秦紘，單縣人（？－1475年）[17]
- 徐政，永年人（？－1491年）[18]
- 嚴永濬，華容人（？－1493年－1500年）[19][20]
- 才寬，遷安人（？－1501年）[21]
- 馬炳然，內江人（？－1503年－1507年）[22][23]
- 劉綱，任丘人（？－1508年）[24]
- 汪洋
- 陸珩，歸安人[25]
- 陳天祥，吳江人
- 陳鼐，遷安人（？－1513年）[26]
- 劉麟，上元人（？－1514年）[27]
- 趙祐，長垣人
- 劉祥，安福人
- 曹恩，德州衛人
- 趙仲，德州衛人
- 賈信
- 李經，汝陽人
- 夏雷，鹽城人（？－1539年－？）[28]
- 周祖堯，東平人
- 魏廷萱，許州人
- 吳孟祺，寧陽人
- 胡汝輔，石州人
- 李文昇，平山衛人
- 陳天祐，澤州人
- 劉芹，宜賓人
- 莊蒞民，東光人
- 楊綵，泰和人（？－1567年）[29]
- 李遷梧，安丘人
- 邵畯，餘姚人（？－1570年）[30]
- 安嘉善，代州人（？－1574年）[31]
- 崔行可，南充人
- 周希畢，忠州人
- 呂三才，臨朐人
- 邊有猷，封丘人
- 張孔脩，大名人（？－1577年）[32]
- 羅維垣，嘉定人（？－1581年）[33]
- 葉明光（？－1588年）[34]
- 郭有金，蒲州人（？－1591年）[35]
- 曹璜，益都人（？－1598年）[36]
- 馬維駰，陽曲人（？－1602年）[37]
- 張舜命，商城人（1605年－？）[38]
- 尹伸，宜賓人
- 楊邦憲，益都人（1612年－1615年）[39][40]
- 梁鼎賢，夏邑人（？－1618年）[41]
- 鄒嘉生，武進人
- 陳應元，南昌人（？－1622年）[42]
- 劉之柱，富順人（1622年－1625年）[43]
- 袁一鳳，宜春人（1625年－1628年）[44]
- 李之茂，掖縣人（1628年－1632年）[45]
- 潘龍鱗，襄陽人（1632年－1635年）
- 穎,金壇人 （1635年）未上任。
- 王思誠，睢州人（1635年－1636年）[46]
- 曹心明，商丘人（1636年－1639年）
- 陳其赤，崇仁人（1639年－1642年）
- 張才善，永城人（1642年－1643年）[47]，卒於任。
- 宋䨜，城武人  （1643年）以推官署本府事。

### 清朝
稱西安府知府
- 崔允升（1644年－1646年）[48]
- 白龍昇，蓋州人（1646年－1647年）[49]
- 王希舜【順】，遼陽人（1647年－？）[50]
- 孟繼昌，漢軍（1648年－1651年）[51]
- 陳維新，漢軍（1652年－？）
- 王汝楫，宜陽人（1653年－？）
- 祁彥，廣寧人（1654年－1657年）[52]
- 胡朝賓，滿洲（1657年－1660年）[53]
- 楊國正，錦州人（1660年－？）
- 張紹齡，高苑人（1662年－？）
- 葉承祧，歴城人（1663年－？）
- 劉芳標，滿洲（1666年－？）
- 邵嘉引，餘姚人（1671年－？）
- 阿爾親，滿洲（1674年－？）
- 董紹孔，鑲白旗漢軍（1681年－？）
- 彭騰翓，正黃旗漢軍（1690年－？）
- 卞永寧，正白旗漢軍（1693年－？）
- 李杰，鑲藍旗漢軍（1695年－？）
- 祖業弘，正黃旗漢軍（1697年－？）
- 蕭士蕃，正黃旗漢軍（1700年－？）
- 江濯，歙縣人（1704年－？）
- 莊祖貽，武進人（1708年）
- 韓奕，鑲藍旗漢軍（1708年－？）
- 高鉷，鑲黃旗漢軍（1712年－？）
- 徐容，海鹽人（1718年－？）
- 桑成鼎，沛縣人（1721年－？）
- 金啟勳，正白旗漢軍（1723年－？）
- 趙世朗，正黃旗漢軍（1724年－？）
- 潘寀鼎，溧陽人（1726年－？）
- 蔡璉，宿遷人（1727年－？）
- 王紹文，衡水人（1728年－？）
- 烏靈阿，正藍旗滿洲（1733年－？）
- 朱閑聖，順天人（1740年－？）
- 白嶸，正白旗漢軍（1742年－？）
- 藍欽奎，嘉應州人（1745年－1746年）[54]
- 張奎詳，華容人（1746年－？）
- 成德，正藍旗滿洲（1751年－？）
- 王嘉會，上元人（1754年－？）
- 富躬，鑲紅旗滿洲（1763年－？）
- 國棟，鑲黃旗滿洲（1766年－？）
- 克爾圖，鑲紅旗滿洲人（1767年）
- 王興堯，華亭人（1767年－？）
- 王時薰，武安人（1769年－？）
- 林文德，正藍旗漢軍（1770年－？）
- 翁燿，湘潭人（1771年－？）
- 周廷俊，正白旗漢軍（1774年－？）
- 田錫莘，汾陽人（1776年－？）
- 舒其紳，任邱人（1777年－？）

以下見於民國《續修陝西省通志·卷十三·職官四》。
- 武若愚，曹縣人（1785年－？）
- 吳沂，滄州人（？－1797年）
  - 吳學濂，新建人（1796年署）
- 朱勳，靖江人（1798年－？）
- 陳文駿（1800年－？）
- 盛惇崇，陽湖人（1803年－1806年）
- 樊士鋒，臨汾人（1807年－？）
- 方載豫，開封人（1814年－？）
- 鄧廷楨，江寧人（1817年－1820年）
- 鄂山，正藍旗滿洲（1822年）
- 沈相彬，安福人（1825年－？）
- 韋德成，鑲藍旗漢軍（1832年－？）
- 雲麟，正藍旗滿洲（1834年－？）
- 李希曾，正白旗漢軍（1836年－？）
  - 郭維暹，洛陽人（1837年署）
- 貴麟，鑲黃旗滿洲（1839年－？）
  - 白維清，順天通州人（1841年－1842年署）
- 徐棟，安肅人（1845年－？）
  - 濮城，錢塘人（1849年署）
  - 成瑞，鑲白旗滿洲（1850年署）
- 段大章，巴縣人（1851年）
- 蔣琦淳，全州人（1851年－？）
  - 何丙勳，浙江山陰人（1861年署）
- 沈壽崇，歸安人（1861年－？）
- 呂儁孫，陽湖人（1862年－？）
- 龔衡齡，侯官人（1866年－？）
  - 楊光澍，雲夢人（1868年署）
- 李慎，正藍旗漢軍（1872年－1879年）
  - 宮爾鐸，懷遠人（1877年署）
- 林士班，懷遠人（1879年－1880年）
  - 鄭子兆，天門人（1880年署）
- 李楹，高密人（1880年－1888年）
  - 李希哲，正白旗漢軍（1882年署）
- 文啟，鑲白旗滿洲（1888年－1896年）
- 童兆蓉，寧鄉人（1896年－1900年）
  - 李希哲，正白旗漢軍（1897年署）
  - 周銘旂，即墨人（1899年署）
- 胡湘林，新建人（1900年）
- 胡延，成都人（1900年－1901年）
  - 傅世煒，華陽人（1901年署）
- 張筠，建德人（1902年－1904年）
- 光昭，正紅旗滿洲（1905年－1910年）
- 尹昌齡，華陽人（1910年）
- 瑞清，正黃旗滿洲（1910年－1911年）
- 胡薇元，大興人（1911年）

## 延伸阅读
[在维基数据编辑]
 《欽定古今圖書集成·方輿彙編·職方典·西安府部》，出自陈梦雷《古今圖書集成》